# 1884 Скіп
1884 Скіп (1884 Skip) — астероїд головного поясу, відкритий 2 березня 1943 року.
Тіссеранів параметр щодо Юпітера — 3,368.